# Raidió Teilifís Éireann
Raidió Teilifís Éireann més coneguda per les seves sigles RTÉ, és la corporació de radiodifusió pública de la República d'Irlanda.
RTÉ es va fundar al desembre de 1960, encara que la ràdio pública irlandesa va començar a emetre en 1926. És una corporació estatutària controlada a través d'un consell designat pel Govern irlandès, mentre que la direcció és a càrrec d'un comitè executiu amb un director general. Actualment gestiona quatre cadenes de ràdio en freqüència modulada, ràdios digitals, cinc canals de televisió i un lloc web.
És membre actiu de la Unió Europea de Radiodifusió des de la seva fundació i també participa en el canal internacional de notícies Euronews.

## Història
La República d'Irlanda va declarar la seva independència en 1922 i pocs anys després va fundar el seu primer mitjà de comunicació públic. L'1 de gener de 1926 es van iniciar les emissions oficials des de Dublín de 2RN, la primera emissora de ràdio de l'Estat Lliure, sota la direcció del Ministeri de Correus i Telègrafs. El seu senyal d'emissió era de 1,5 quilowatts i només podia escoltar-se a la capital. Dos anys després es va obrir una segona ràdio a Cork (6CK). El 6 de febrer de 1933 el taoiseach irlandès, Éamon de Valera, va inaugurar una nova emissora a Athlone que va augmentar el senyal per a tota l'illa en un radi de 60 quilowatts. En comptar ja amb cobertura nacional, tot el servei va passar a dir-se Ràdio Éireann (Ràdio irlandesa) en 1937.
La televisió va tenir una lenta implantació a Irlanda respecte a altres països europeus, perquè no va haver-hi interès polític fins a finals de la dècada de 1950, quan van començar les emissions de BBC britànica per a Irlanda del Nord. L'1 de juny de 1960, durant el govern de Seán Lemass, es va crear la corporació Raidió Éireann (actual RTÉ) sota la Llei Audiovisual de 1960, que va suposar el naixement d'un organisme no controlat directament pel govern i la professionalització dels mitjans de comunicació públics. El seu primer president va ser Eamonn Andrews, un famós presentador irlandès de la BBC que va supervisar també el desenvolupament del primer canal de televisió, Teilifís Éireann (actual RTÉ One), el 31 de desembre de 1961. Les emissions en color van començar en 1968 i tota la programació va passar al sistema PAL en 1976.
En la dècada de 1970 RTÉ va desenvolupar nous canals. El 2 d'abril de 1972 va estrenar una ràdio exclusivament en idioma irlandès, Raidió na Gaeltachta, mentre que el 31 de maig de 1979 van començar les emissions de la segona emissora RTÉ Ràdio 2 (actual RTÉ 2fm), amb un perfil més popular i comercial. Per al seu segon canal de televisió, el Govern va estudiar tres opcions: reemitir el senyal de BBC1 Northern Ireland, autoritzar una cadena privada o permetre que la corporació gestionés el servei. Al final van triar la tercera opció i el 2 de novembre de 1978 es va inaugurar RTÉ 2.
RTÉ va obrir en 1995 els seus primers estudis regionals a Cork i Galway. Un any després va participar en la creació d'un canal públic en irlandès, Teilifís na Gaeilge, al qual continua subministrant espais informatius i programes. I en 1998 va començar a competir amb el primer canal privat irlandès, TV3. Si bé la televisió irlandesa va enfrontar sempre la competència dels canals britànics que emetien a Irlanda del Nord (BBC i la privada UTV), a nivell nacional es va mantenir un monopoli fins als anys 1990.
L'arribada de la televisió digital terrestre va motivar la creació de nous canals públics. Al començament de 2006 RTÉ Ràdio va llançar una oferta de quatre emissores exclusives en DAB i en 2011 el grup va comptar amb un MUX en la plataforma digital Saorview, que a partir de maig de 2011 va començar a emetre cinc canals de televisió: RTÉ One, RTÉ Two (alta definició), RTÉjr, RTÉ One+1 i RTÉ News Now. L'apagada analògica es va produir un any després.

## Organització
Raidió Teilifís Éireann és una corporació estatutària sense ànim de lucre. En la legislació irlandesa, sota aquesta fórmula existeix un consell o qualsevol altra autoritat triada pel ministeri corresponent. La seu central es troba a Donnybrook (Dublín). A més manté dotze estudis regionals (dos d'aquests a Belfast i Derry, a Irlanda del Nord) i dos centres d'informació internacional en Brussel·les i Washington D.C.
El major òrgan directiu des de l'aprovació de la Llei Audiovisual de 2009 és el Consell de RTÉ (RTÉ Board) format per dotze membres, incloent al president. Per sota es troba el Consell Executiu de RTÉ, que desenvolupa l'activitat de l'empresa i està format per un Director General, l'òrgan més visible de cara a l'opinió pública, i la resta de directius. Quant a la seva organització, l'empresa té sis divisions: RTÉ Television, RTÉ Radio, RTÉ News and Current Affairs (serveis informatius), RTÉ Network, RTÉ Digital i RTÉ Orchestras Quartet & Choirs (orquestra i cor).
RTÉ es finança a través d'un impost televisiu i la venda d'espais publicitaris, limitats per llei. La taxa (160 euros) és anual i es recapta a través de servei postal An Post, sota ordres del Ministeri de Comunicacions, Energia i Recursos Naturals. Estan obligats al pagament totes les persones físiques o jurídiques que disposin d'un aparell capaç de rebre senyal de televisió, independentment de l'ús que li donin. En cas de no abonar-ho, l'usuari s'enfronta a una multa de 1.000 euros (primera vegada) a 2.000 euros (reincidència).

## Serveis

### Ràdio

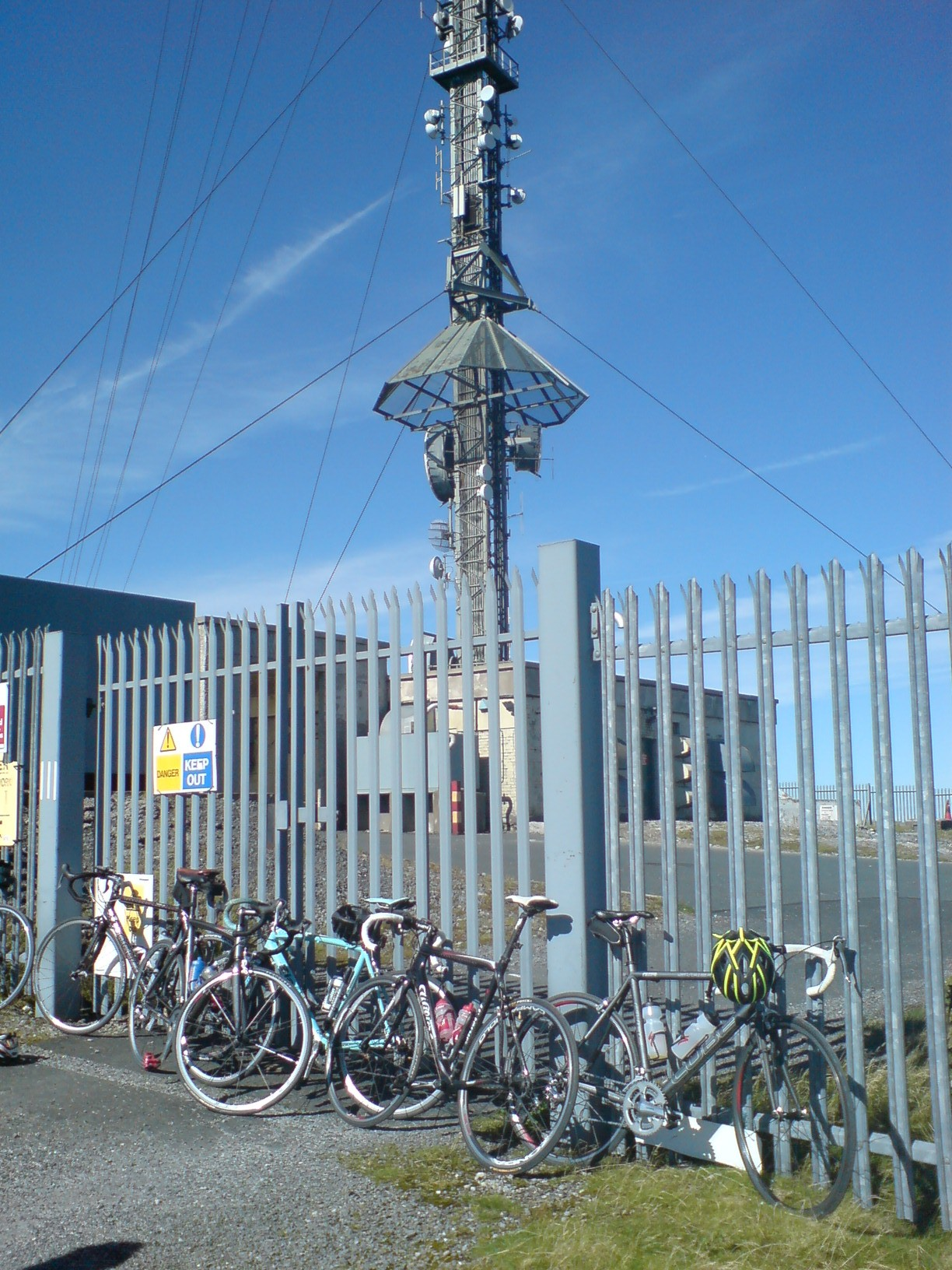
Antena de RTÉ al cim del Cipiúr.

El departament que dirigeix les emissores de ràdio és RTÉ Radio. Gestiona quatre emissores en freqüència modulada i diverses digitals. Totes poden escoltar-se a través d'internet.
Les següents emissores estan presents en freqüència modulada i amb cobertura nacional:
- RTÉ Radio 1: Emissora generalista amb programes informatius, música i magazins. Va començar les seves emissions el 14 de novembre de 1925 com 2RN, la primera cadena de ràdio del Estat Lliure Irlandès.
- RTÉ 2fm: Emet programes musicals i magazins. Es dirigeix a un públic més jove que el del primer canal i es va posar en marxa el 31 de maig de 1979.
- RTÉ Lyric FM: Està especialitzada en música clàssica i va començar les seves emissions l'1 de maig de 1999.
- RTÉ Raidió na Gaeltachta: Radio en irlandès i dirigida a les regions de parla majoritàriament gaèlica. Va començar el 2 d'abril de 1972.

Les següents emissores són exclusivament digitals. Totes es van llançar l'1 de desembre de 2008:
- RTÉ Radio 1 Extra: Servei complementari de RTÉ Radi 1. Té una freqüència en ona curta.
- RTÉ 2XM: Servei complementari de RTÉ 2fm. Música alternativa.
- RTÉ Pulse: Música dance i electrònica.
- RTÉ Gold: Èxits musicals anteriors a la dècada de 1990.
- RTÉjr: Radio dirigida al públic infantil. Només emet als matins.
- RTÉ Chill: Música ambient i chill out. Comparteix canal amb RTÉjr.

### Televisió
RTÉ compta amb cinc canals de televisió amb cobertura nacional (quatre freqüències), dirigits pel departament RTÉ Television.
- RTÉ One: Primer canal de televisió en la República d'Irlanda. Les seves emissions van començar el 31 de desembre de 1961 i la seva programació és generalista. Disposa de versió en alta definició i versió timeshift.
- RTÉ2: Televisió dirigida al públic jove-adult, especialitzada en entreteniment. Va començar a emetre el 2 de novembre de 1978. Disposa de versió en alta definició i versió timeshift. La programació juvenil s'ofereix sota la marca TRTÉ.
- RTÉjr: Canal de programació infantil, l'emissió de la qual està limitada des de les 6.00 fins a les 20.00. Es va posar en marxa el 27 de maig de 2011.
- RTÉ News Now: Canal informatiu de RTÉ. Compta amb butlletins propis encara que també reemet els informatius de tots els canals de RTÉ i els d'Euronews.

No existeix un servei per als irlandesos en l'exterior. A pesar que des de 2007 existeix un projecte per a crear un canal internacional anomenat RTÉ Ireland (amb continguts de RTÉ i TG4), aquest s'ha posposat fins que l'economia nacional millorés. En els anys 1990 es va donar suport a un canal en el satèl·lit britànic amb aquest fi, Tara Television, que va cessar la seva activitat en 2002.

### Orquestres i cors

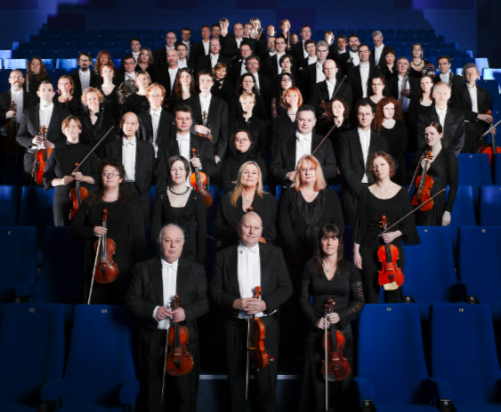
Orquestra simfònica de RTÉ.

RTÉ Orchestras Quartet & Choirs s la divisió que dirigeix i gestiona les orquestres i cors de la radiotelevisió pública. En total dirigeix cinc grups musicals que actuen habitualment en el National Concert Hall de Dublín, amb aparicions també en The Helix (Universitat Ciutat de Dublín) i en la Galeria Nacional d'Irlanda. Dos són orquestres a temps complet: RTÉ Concert Orchestra i RTÉ National Symphony Orchestra.
- RTÉ National Symphony Orchestra: Orquestra Simfònica Nacional de RTÉ.
- RTÉ Concert Orchestra: Orquestra de Concerts de RTÉ.
- RTÉ Philharmonic Choir: Cor filharmònic de RTÉ.
- RTÉ Cór na nÓg: Cor infantil de RTÉ.
- RTÉ Vanbrugh Quartet: Quartet de corda de RTÉ.

### Multimèdia
El portal web de Raidió Teilifís Éireann és «www.rte.ie». Funciona des del 26 de maig de 1996 i es finança a través de publicitat i patrocinis, sense rebre diners de l'impost directe.
Totes les ràdios de RTÉ estan disponibles però no succeeix el mateix amb els canals de televisió, que no poden veure's fora d'Irlanda per drets d'autor. El servei de vídeo a la carta de RTÉ es diu RTÉ player, en actiu des de 2009.